# クロイボタケ綱
クロイボタケ綱(Dothideomycetes)は子嚢菌門チャワンタケ亜門に属し、23目110科におおよそ1300属19000種をふくむ綱。かつて小房子嚢菌綱(Loculoascomycetes)と呼ばれていた分類群に大雑把に対応しているが、小房子嚢菌のうち系統的に離れた菌についてはユーロチウム菌綱ケートチリウム菌亜綱へと移されている。植物病原体として重要な種が含まれているが、大半は内生菌か、倒木、落葉、糞などにつく腐生菌である。少数だが地衣を作るものもある。

## 特徴
偽子嚢殻(pseudothecium)と呼ばれる瓶形の子嚢果を形成し、その中に二重壁の子嚢を生じることが多い。モジカビ目のようにそれ以外の構造を作るものもある。

## 歴史
かつて子嚢菌の綱レベルの分類は子嚢果の形態に依存しており、子嚢果として子嚢殻(perithecium)を生じるものを核菌綱(Pyrenomycetes)に分類していた。1932年にNannfeldtが子嚢果の発生様式に注目し、子嚢果が二核化した二次菌糸から形成されるもの(ascohymeniales)と、通常の一次菌糸からなる偽子嚢殻(pseudothecium)を形成するもの(ascoloculares)とを区分した。後者は、子嚢が二重壁であるという特徴を持ち、1955年にLuttrellが小房子嚢菌綱(Loculoascomycetes)として独立させた。しかし研究が進むほど、こうした単純な特徴で分類することは困難になっていき、1993年の体系では綱レベルの分類を放棄するまでになっている。分子系統解析が導入されると、これまでの形態的な特徴を組み合わせることで大雑把に系統を識別することはできるとして、クロイボタケ綱を含む13の綱が設定された。